# Arthroleptis sylvaticus
Arthroleptis sylvaticus är en groddjursart som först beskrevs av Laurent 1954.  Arthroleptis sylvaticus ingår i släktet Arthroleptis och familjen Arthroleptidae. IUCN kategoriserar arten globalt som livskraftig. Inga underarter finns listade i Catalogue of Life.